# 2. ŽNL Zadarska 2018./19.
2. ŽNL Zadarska u sezoni 2017./18. predstavlja drugi rang županijske lige u Zadarskoj županiji, te ligu petog ranga hrvatskog nogometnog prvenstva. Sudjeluje ukupno dvanaest klubova, koji igraju dvokružnu ligu. 
 
Prvak je postala "Nova Zora" iz Svetog Filipa i Jakova.

## Sudionici
- Croatia – Turanj, Sveti Filip i Jakov
- Debeljak – Debeljak, Sukošan
- Galovac – Galovac
- Gorica – Gorica, Sukošan
- Murvica – Murvica, Poličnik
- NOŠK – Novigrad
- Nova Zora – Sveti Filip i Jakov
- Podgradina – Podgradina, Posedarje
- Sveti Mihovil – Sutomišćica, Preko
- Vrčevo – Glavica, Sukošan
- Zadar II – Zadar –  nastupa van konkurencije
- Zrmanja – Obrovac

## Ljestvica
| Poz. | Momčad         | U  | P  | N | I  | G+ | G– | G+/– | Bod. | Nastavak natjecanja ili ispadanje |
| ---- | -------------- | -- | -- | - | -- | -- | -- | ---- | ---- | --------------------------------- |
| 1.   | Zadar II       | 16 | 12 | 4 | 0  | 48 | 14 | +34  | 40   | Van konkurencije                  |
| 2.   | Nova Zora (P)  | 16 | 10 | 2 | 4  | 50 | 29 | +21  | 32   | 1. ŽNL                            |
| 3.   | Galovac        | 16 | 8  | 3 | 5  | 37 | 23 | +14  | 27   |                                   |
| 4.   | Zrmanja        | 16 | 8  | 2 | 6  | 36 | 30 | +6   | 25   |                                   |
| 5.   | Sveti Mihovil  | 16 | 6  | 3 | 7  | 43 | 39 | +4   | 21   |                                   |
| 6.   | NOŠK Novigrad  | 16 | 6  | 3 | 7  | 22 | 29 | −7   | 20   |                                   |
| 7.   | Vrčevo         | 15 | 5  | 4 | 6  | 28 | 30 | −2   | 19   |                                   |
| 8.   | Podgradina     | 16 | 4  | 1 | 11 | 27 | 52 | −25  | 13   |                                   |
| 9.   | Murvica        | 15 | 1  | 0 | 14 | 15 | 60 | −45  | −5   |                                   |
| 10.  | Gorica         | 0  | 0  | 0 | 0  | 0  | 0  | 0    | −6   |                                   |
| 11.  | Croatia Turanj | 0  | 0  | 0 | 0  | 0  | 0  | 0    | −7   |                                   |
| 12.  | Debeljak       | 0  | 0  | 0 | 0  | 0  | 0  | 0    | −7   |                                   |

1. ↑  1 bod oduzet od saveza.
2. ↑  1 bod oduzet od saveza.
3. ↑  8 bodova oduzeto od saveza.
4. ↑  6 bodova oduzeto od saveza.
5. ↑  7 bodova oduzeto od saveza.
6. ↑  7 bodova oduzeto od saveza.

- ljestvica bez rezultata jedne utakmice
- Zadar II nastupa van konkurencije
- Gorica – odustala od natjecanja nakon 2. kola, svi rezultati brisani[2][3]
- Debeljak – odustao od natjecanja nakon 5. kola, svi rezultati brisani[4]
- Croatia Turanj – odustala od natjecanja nakon 9. kola, svi rezultati brisani[5]
- Murvica – odustala nakon 15. kola, preostale utakmice registrirane 3:0 za protivnika[6]

## Rezultati
Izvor za raspored: Službeno glasilo NSZŽ 

Ažurirano: 23. svibnja 2019.
| 1. kolo                | 1. kolo |
| ---------------------- | ------- |
| 15./16. rujna 2018.    |         |
| Sveti Mihovil – Gorica |         |
| Galovac – Croatia      | 2:1     |
| Nova Zora – Zrmanja    | 7:2     |
| Podgradina – NOŠK      | 2:1     |
| Murvica – Zadar II     | 0:4     |
| Debeljak – Vrčevo      | 0:3     |
| [ 8 ]                  |         |

| 2. kolo                 | 2. kolo |
| ----------------------- | ------- |
| 22./23. rujna 2018.     |         |
| Gorica – Vrčevo         |         |
| Zadar II – Debeljak     |         |
| NOŠK – Murvica          | 4:2     |
| Zrmanja – Podgradina    | 5:0     |
| Croatia – Nova Zora     | 2:4     |
| Sveti Mihovil – Galovac | 1:2     |
| [ 9 ]                   |         |

| 3. kolo                   | 3. kolo |
| ------------------------- | ------- |
| 1./2. prosinca 2018.      |         |
| Galovac – Gorica          |         |
| Nova Zora – Sveti Mihovil | 4:1     |
| Podgradina – Croatia      |         |
| Murvica – Zrmanja         | 3:4     |
| Debeljak – NOŠK           |         |
| Vrčevo – Zadar II         | 3:3     |
| [ 10 ]                    |         |

| 4. kolo                    | 4. kolo |
| -------------------------- | ------- |
| 6./7. listopada 2018.      |         |
| Gorica – Zadar II          |         |
| NOŠK – Vrčevo              | 2:3     |
| Zrmanja – Debeljak         | 3:0     |
| Croatia – Murvica          | 2:9     |
| Sveti Mihovil – Podgradina | 6:3     |
| Galovac – Nova Zora        | 1:3     |
| [ 3 ]                      |         |

| 5. kolo                     | 5. kolo |
| --------------------------- | ------- |
| 13./14./17. listopada 2018. |         |
| Nova Zora – Gorica          |         |
| Podgradina – Galovac        | 1:2     |
| Murvica – Sveti Mihovil     | 6:4     |
| Debeljak – Croatia          |         |
| Vrčevo – Zrmanja            | 1:3     |
| Zadar II – NOŠK             | 2:0     |
| [ 4 ]                       |         |

| 6. kolo                  | 6. kolo |
| ------------------------ | ------- |
| 20./21. listopada 2018.  |         |
| Gorica – NOŠK            |         |
| Zrmanja – Zadar II       | 1:2     |
| Croatia – Vrčevo         | 3:3     |
| Sveti Mihovil – Debeljak |         |
| Galovac – Murvica        | 4:3     |
| Nova Zora – Podgradina   | 5:1     |
| [ 11 ]                   |         |

| 7. kolo                               | 7. kolo |
| ------------------------------------- | ------- |
| 27./28. listopada / 7. studenog 2018. |         |
| Podgradina – Gorica                   |         |
| Murvica – Nova Zora                   | 0:8     |
| Debeljak – Galovac                    |         |
| Vrčevo – Sveti Mihovil                | 5:1     |
| Zadar II – Croatia                    | 4:0     |
| NOŠK – Zrmanja                        | 0:2     |
| [ 12 ] [ 13 ]                         |         |

| 8. kolo               | 8. kolo |
| --------------------- | ------- |
| 3./4. studenog 2018.  |         |
| Gorica – Zrmanja      |         |
| Croatia – NOŠK        | 2:4     |
| Zadar – Sveti Mihovil | 5:0     |
| Galovac – Vrčevo      | 1:3     |
| Nova Zora – Debeljak  |         |
| Podgradina – Murvica  | 1:2     |
| [ 10 ] [ 14 ]         |         |

| 9. kolo                    | 9. kolo |
| -------------------------- | ------- |
| 10./11./28. studenog 2018. |         |
| Murvica – Gorica           |         |
| Debeljak – Podgradina      |         |
| Vrčevo – Nova Zora         | 2:3     |
| Zadar II – Galovac         | 2:1     |
| NOŠK – Sveti Mihovil       | 0:3     |
| Zrmanja – Croatia          |         |
| [ 5 ]                      |         |

| 10. kolo                | 10. kolo |
| ----------------------- | -------- |
| 17./18. studenog 2018.  |          |
| Gorica – Croatia        |          |
| Sveti Mihovil – Zrmanja | 2:4      |
| Galovac – NOŠK          | 1:1      |
| Nova Zora – Zadar II    | 3:6      |
| Podgradina – Vrčevo     | 2:3      |
| Murvica – Debeljak      |          |
| [ 15 ] [ 16 ]           |          |

| 11. kolo                | 11. kolo |
| ----------------------- | -------- |
| 24./25. studenog 2018.  |          |
| Debeljak – Gorica       |          |
| Vrčevo – Murvica        | 3:0 p.f. |
| Zadar II – Podgradina   | 5:1      |
| NOŠK – Nova Zora        | 2:1      |
| Zrmanja – Galovac       | 0:0      |
| Croatia – Sveti Mihovil |          |
| [ 17 ]                  |          |

| 12. kolo            | 12. kolo |
| ------------------- | -------- |
| 16. ožujka 2019.    |          |
| Zrmanja – Nova Zora | 1:2      |
| NOŠK – Podgradina   | 5:1      |
| Zadar II – Murvica  | 6:0      |
|                     |          |
| [ 18 ]              |          |

| 13. kolo                | 13. kolo |
| ----------------------- | -------- |
| 23./24. ožujka 2019.    |          |
| Murvica – NOŠK          | 0:1      |
| Podgradina – Zrmanja    | 0:1      |
| Galovac – Sveti Mihovil | 2:0      |
|                         |          |
| [ 19 ]                  |          |

| 14. kolo                  | 14. kolo |
| ------------------------- | -------- |
| 30. ožujka 2019.          |          |
| Sveti Mihovil – Nova Zora | 4:4      |
| Zrmanja – Murvica         | 5:1      |
| Zadar II – Vrčevo         | 2:1      |
|                           |          |
| [ 20 ]                    |          |

| 15. kolo                   | 15. kolo |
| -------------------------- | -------- |
| 6./7. travnja 2019.        |          |
| Vrčevo – NOŠK              | 0:0      |
| Podgradina – Sveti Mihovil | 0:4      |
| Nova Zora – Galovac        | 2:1      |
|                            |          |
| [ 21 ]                     |          |

| 16. kolo                | 16. kolo |
| ----------------------- | -------- |
| 13./14. travnja 2019.   |          |
| Galovac – Podgradina    | 7:1      |
| Sveti Mihovil – Murvica | 4:0      |
| Zrmanja – Vrčevo        | 2:0      |
| NOŠK – Zadar II         | 1:1      |
| [ 22 ]                  |          |

| 17. kolo                       | 17. kolo |
| ------------------------------ | -------- |
| 20. travnja / 5. svibnja 2019. |          |
| Zadar II – Zrmanja             | 2:0      |
| Murvica – Galovac              | 0:4      |
| Podgradina – Nova Zora         | 3:4      |
|                                |          |
| [ 13 ] [ 23 ]                  |          |

| 18. kolo                           | 18. kolo |
| ---------------------------------- | -------- |
| 27./28. travnja / 9. svibnja 2019. |          |
| Nova Zora – Murvica                | 3:0      |
| Sveti Mihovil – Vrčevo             | 3:0      |
| Zrmanja – NOŠK                     | 3:1      |
|                                    |          |
| [ 6 ] [ 13 ]                       |          |

| 19. kolo                 | 19. kolo |
| ------------------------ | -------- |
| 5. / 15. svibnja 2019.   |          |
| Sveti Mihovil – Zadar II | 1:1      |
| Vrčevo – Galovac         | 1:5      |
| Murvica – Podgradina     | 0:3 p.f. |
|                          |          |
| [ 13 ] [ 24 ]            |          |

| 20. kolo                  | 20. kolo |
| ------------------------- | -------- |
| 11./12./25. svibnja 2019. |          |
| Nova Zora – Vrčevo        | 0:0      |
| Galovac – Zadar II        |          |
| Sveti Mihovil – NOŠK      | 7:1      |
|                           |          |
| [ 25 ]                    |          |

| 21. kolo                  | 21. kolo |
| ------------------------- | -------- |
| 18./19./29. svibnja 2019. |          |
| Zrmanja – Sveti Mihovil   | 2:2      |
| NOŠK – Galovac            | 2:1      |
| Zadar II – Nova Zora      | 4:1      |
| Vrčevo – Podgradina       | 3:3      |
| [ 26 ] [ 27 ]             |          |

| 22. kolo              | 22. kolo |
| --------------------- | -------- |
| 25./26. svibnja 2019. |          |
| Podgradina – Zadar II | 0:2      |
| Nova Zora – NOŠK      | 0:1      |
| Galovac – Zrmanja     | 4:2      |
|                       |          |
| [ 28 ]                |          |

## Najbolji strijelci
Izvori:
Strijelci 10 i više pogodaka: 
| 12 golova - Ante Mikulić (Galovac) - Bepo Pelicarić (Nova Zora) 11 golova - Kristijan Galac (Vrčevo) - Luka Tulumović (Zrmanja) |

Ažurirano: 10. lipnja 2019.

## Unutrašnje povetnice
- 2. ŽNL Zadarska
- 1. ŽNL Zadarska 2018./19.
- Kup Nogometnog saveza Zadarske županije 2018./19.

## Vanjske poveznice
- Nogometni savez Zadarske županije
- nszz-zadar.hr, 2. ŽNL  Arhivirana inačica izvorne stranice od 10. listopada 2016. (Wayback Machine)
- rsssf.com, Hrvatska 2018./19., 2. ŽNL